# Ján Fadrusz
János (Ján) Fadrusz, křtěn Ján Evangelista Fadrusz (Fadrusz Evangelista János) (2. září 1858, Bratislava, Slovensko – 25. října 1903, Budapešť, Maďarsko) byl maďarský sochař. Jeho zaměřením byl klasicistní pomníkový směr.

## Život
Narodil se na Zámocké ulici v Pálffyho dvoře, v chudých poměrech. Vyučil se zámečníkem, ve volných chvílích maloval a kreslil. Studoval na řezbářské škole v Uhrovci s podporou městského magistrátu. Výtvarně nadaného chlapce (1883 – reliéf Asverus) se ujal archivář J. A. Batka a dopomohl mu ke studiu na vídeňské akademii. Na základě doporučení Viktora Tilgnera v roce 1885 dostal stipendium 1. Prešporské spořitelny.
Po absolvování akademie vytvořil v Bratislavě sérii akademicky rutinovaných bust (Jakub Palugyai, Laforest – sbormistr), ale prorazil až svým Kristem na kříži v roce 1892 v Blumentálském kostele, za kterého dostal Munkácsyho cenu (práce podle ukřižovaného modelu i vlastního ukřižování).

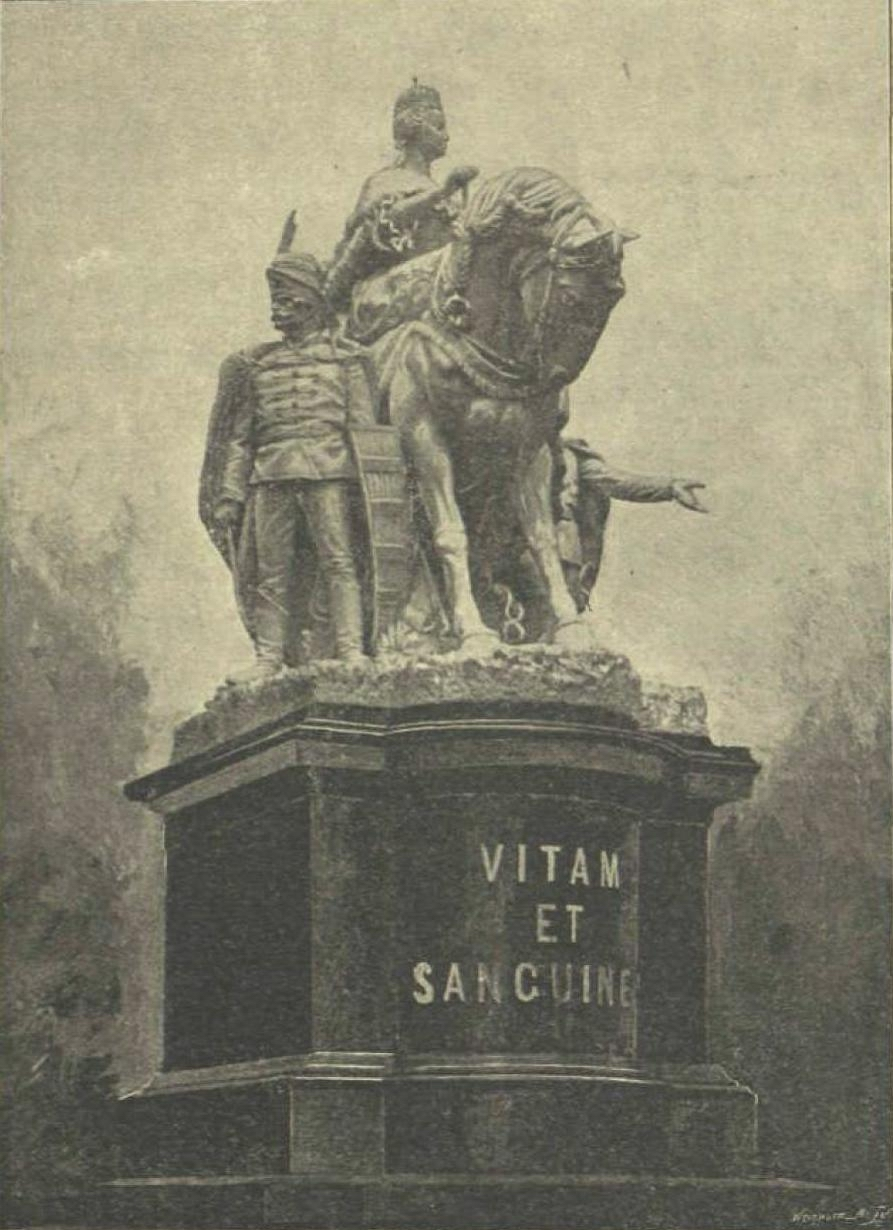
Socha Marie Terezie v Bratislavě, která přinesla autorovi slávu, byla zničena v říjnu 1921

V roce 1893 si v Budapešti otevřel sochařský ateliér a věnoval se portrétnímu a monumentálnímu sochařství (sochy Ľudovíta Tisza, Mikuláše Vešeléniho a jezdecká socha Matyáše Korvína v Kluži a mnohá jiná díla). Panovník mu udělil rytířský kříž Řádu Františka Josefa a Řád železné koruny třetí třídy. Čestný doktorát mu udělila Klužská univerzita.
Několik prací z jeho mládí (portréty a figurální kompozice) je většinou v galerii města Bratislavy. Jako 45letý zemřel v Budapešti, kde je i pohřben.